# Alessandro Jagellone
Alessandro Jagellone (Cracovia, 5 agosto 1461 – Vilnius, 19 agosto 1506) è stato granduca di Lituania dal 1492 al 1506 e re di Polonia dal 1501 al 1506.

## Biografia
Era il quarto figlio di Casimiro IV Jagellone e di Elisabetta d'Asburgo, figlia di Alberto II d'Asburgo.
Al momento della morte del padre, nel 1492, suo fratello maggiore, Vladislao, era già diventato re di Boemia (1471), d'Ungheria e di Croazia (1490), e mentre il fratello Giovanni I Alberto, fu scelto dalla nobiltà polacca (szlachta) per essere il successivo re di Polonia, i lituani preferirono Alessandro per diventare il loro granduca.

## Granduca di Lituania
La più grande sfida che Alessandro affrontò assumendo il controllo del Granducato fu un attacco alla Lituania da parte del Granduca di Moscovia, Ivan III e dei suoi alleati, i Tartari del Khanato di Crimea, che iniziò poco dopo la sua incoronazione. Ivan III si considerava l'erede delle terre della Rus' di Kiev, e si sforzava di riprendersi il territorio precedentemente conquistato dalla Lituania. Incapace di fermare con successo le incursioni, Alessandro inviò una delegazione a Mosca per realizzare un accordo di pace, che fu firmato nel 1494 e cedette estese terre al Granducato di Moscovia. In uno sforzo supplementare per instillare una pace tra Lituania e Moscovia, ad Alessandro fu promesso in sposa a Elena, la figlia di Ivan III; si sposarono a Vilnius il 15 febbraio 1495. La pace non durò a lungo, tuttavia, quando Ivan III riprese le ostilità nel 1500. Il massimo che il Granduca di Lituania poteva fare era presidiare Smolensk e altre fortezze e impiegare sua moglie Elena a mediare un'altra tregua tra lui e suo padre dopo la disastrosa battaglia della Vedroša (1500). Nei termini di questa tregua, la Lituania dovette cedere circa un terzo del suo territorio al nascente stato espansionista russo.

## Re di Polonia
Il 17 giugno 1501, il fratello maggiore di Alessandro, Giovanni I Alberto, morì improvvisamente, e Alessandro fu incoronato re di Polonia il 12 dicembre di quell'anno. La carenza di fondi di Alessandro lo rese immediatamente subordinato al senato polacco e alla szlachta, che lo privò del controllo della zecca (quindi una delle fonti di reddito più redditizie per i re polacchi), limitò le sue prerogative e in generale si sforzò di ridurlo a una posizione subordinata. Nel 1505, il Sejm approvò l'atto di Nihil novi, che proibì al re di emanare leggi senza il consenso della nobiltà, rappresentata dalle due camere legislative, ad eccezione delle leggi che governavano città reali, terre coronate, miniere, feudi, contadini reali, ed ebrei. Questo è stato un altro passo nella progressione della Polonia verso una democrazia nobiliare.
Durante il regno di Alessandro, la Polonia subì ulteriori umiliazioni per mano del suo principato, la Moldavia. Solo la morte di Stefano permise alla Polonia di mantenere la sua egemonia sul Danubio. 

## Morte
Alessandro non si sentiva mai a casa in Polonia e concesse il suo favore principalmente ai suoi connazionali lituani, il più notevole dei quali era il ricco magnate lituano Michail Glinskij, che giustificava la fiducia del suo padrone con la sua grande vittoria sui Tartari a Kleck (5 agosto 1506), la cui notizia venne portata ad Alessandro sul letto di morte a Vilnius.
È importante notare che Alessandro fu l'ultimo sovrano conosciuto della dinastia dei Gediminidi a mantenere l'ancestrale lingua lituana della famiglia. Dopo la sua morte, il polacco divenne l'unica lingua della famiglia.
Nel 1931, durante la ristrutturazione della cattedrale di Vilnius, fu scoperto il sarcofago dimenticato di Alessandro, e da allora è stato messo in mostra.

## Antenati
|                           |                      |                                 | Genitori                             |  |  | Nonni |  |  | Bisnonni |  |  | Trisnonni |  |
|                           |                      |                                 |                                      |  |  |       |  |  | Algirdas |  |  | Gediminas |  |
|                           |                      |                                 |                                      |  |  |       |  |  | Algirdas |  |  | Gediminas |  |
|                           |                      | Jaunė di Polack                 |                                      |  |  |       |  |  | Algirdas |  |  |           |  |
| Ladislao II di Boemia     |                      |                                 |                                      |  |  |       |  |  | Algirdas |  |  |           |  |
|                           |                      | Uliana di Tver'                 | Alessandro I di Tver'                |  |  |       |  |  |          |  |  |           |  |
|                           |                      | Uliana di Tver'                 | Alessandro I di Tver'                |  |  |       |  |  |          |  |  |           |  |
|                           |                      | Uliana di Tver'                 | Anastasia di Galizia                 |  |  |       |  |  |          |  |  |           |  |
| Casimiro IV di Polonia    |                      | Uliana di Tver'                 |                                      |  |  |       |  |  |          |  |  |           |  |
|                           |                      | Andrea Alšėniškis               | Jonas Alšėniškis                     |  |  |       |  |  |          |  |  |           |  |
|                           |                      | Andrea Alšėniškis               | Jonas Alšėniškis                     |  |  |       |  |  |          |  |  |           |  |
|                           |                      | Andrea Alšėniškis               | Agrippina (Svjatoslavna) di Smolensk |  |  |       |  |  |          |  |  |           |  |
| Sofia Alšėniškė           |                      | Andrea Alšėniškis               |                                      |  |  |       |  |  |          |  |  |           |  |
|                           |                      | Aleksandra Dmitrievna Druc'kaja | Demetrio I il Vecchio                |  |  |       |  |  |          |  |  |           |  |
|                           |                      | Aleksandra Dmitrievna Druc'kaja | Demetrio I il Vecchio                |  |  |       |  |  |          |  |  |           |  |
|                           |                      | Aleksandra Dmitrievna Druc'kaja | Anna Ivanovna Druc'kaja              |  |  |       |  |  |          |  |  |           |  |
| Alessandro Jagellone      |                      | Aleksandra Dmitrievna Druc'kaja |                                      |  |  |       |  |  |          |  |  |           |  |
|                           | Alberto IV d'Asburgo | Alberto III d'Asburgo           |                                      |  |  |       |  |  |          |  |  |           |  |
|                           | Alberto IV d'Asburgo | Alberto III d'Asburgo           |                                      |  |  |       |  |  |          |  |  |           |  |
|                           | Alberto IV d'Asburgo | Beatrice di Norimberga          |                                      |  |  |       |  |  |          |  |  |           |  |
| Alberto II d'Asburgo      | Alberto IV d'Asburgo |                                 |                                      |  |  |       |  |  |          |  |  |           |  |
|                           |                      | Giovanna di Baviera-Straubing   | Alberto I di Baviera                 |  |  |       |  |  |          |  |  |           |  |
|                           |                      | Giovanna di Baviera-Straubing   | Alberto I di Baviera                 |  |  |       |  |  |          |  |  |           |  |
|                           |                      | Giovanna di Baviera-Straubing   | Margherita di Brieg                  |  |  |       |  |  |          |  |  |           |  |
| Elisabetta d'Asburgo      |                      | Giovanna di Baviera-Straubing   |                                      |  |  |       |  |  |          |  |  |           |  |
|                           |                      | Sigismondo di Lussemburgo       | Carlo IV di Lussemburgo              |  |  |       |  |  |          |  |  |           |  |
|                           |                      | Sigismondo di Lussemburgo       | Carlo IV di Lussemburgo              |  |  |       |  |  |          |  |  |           |  |
|                           |                      | Sigismondo di Lussemburgo       | Elisabetta di Pomerania              |  |  |       |  |  |          |  |  |           |  |
| Elisabetta di Lussemburgo |                      | Sigismondo di Lussemburgo       |                                      |  |  |       |  |  |          |  |  |           |  |
|                           |                      | Barbara di Cilli                | Ermanno II di Cilli                  |  |  |       |  |  |          |  |  |           |  |
|                           |                      | Barbara di Cilli                | Ermanno II di Cilli                  |  |  |       |  |  |          |  |  |           |  |
|                           |                      | Barbara di Cilli                | Anna di Schaunberg                   |  |  |       |  |  |          |  |  |           |  |
|                           |                      | Barbara di Cilli                |                                      |  |  |       |  |  |          |  |  |           |  |